# غیرمنتظره (برنامه تلویزیونی)
غیرمنتظره برنامه‌ای تلویزیونی بود که سال ۱۳۸۹ در روزهای شنبه تا چهارشنبه از شبکه دو به تهیه‌کنندگی الهه بهبودی و با اجرای آزاده نامداری به‌صورت زنده پخش می‌شد.

## دربارهٔ برنامه
این برنامه که پخش نخستین قسمت آن از ۲۹ خرداد سال ۱۳۸۹ آغاز شده بود و در روز چهارشنبه ۲۸ مهر دورهٔ نخست آن به اتمام رسید و سرانجام در ۲۷ اسفند ۱۳۸۹ به کار خود پایان داد. در ۱۰ اردیبهشت ۱۳۹۰ در سری جدید برنامه غیرمنتظره با عنوان جمع ما به عنوان مجری حضور پیدا کرد. این برنامه کاری از گروه اجتماعی شبکه دو سیما بود که به صورت زنده بعد از اخبار ۲۰:۳۰ و در ۶۰ قسمت ۴۰ دقیقه‌ای پخش می‌شد و سری اول آن تا اول ماه رمضان آن سال ادامه یافت.
پوشیدن چادر رنگی برای اولین بار از سوی مجری برنامه و با هماهنگی مدیریت وقت جواد گلی مدیر گروه اجتماعی و کارشناس مذهبی در رسانه ملی اتفاق افتاد که با برخورد قهری سازمان صداوسیما مواجه شد و مجری بعد از چند روز از این پوشش منع شد. بعدها ضرغامی در مصاحبه‌ای اعلام کرد که این مقابله و ممنوعیت اشتباه بوده و از پوشیدن چادرهای رنگی مثل گذشته برای زنان صحبت به میان آورد.

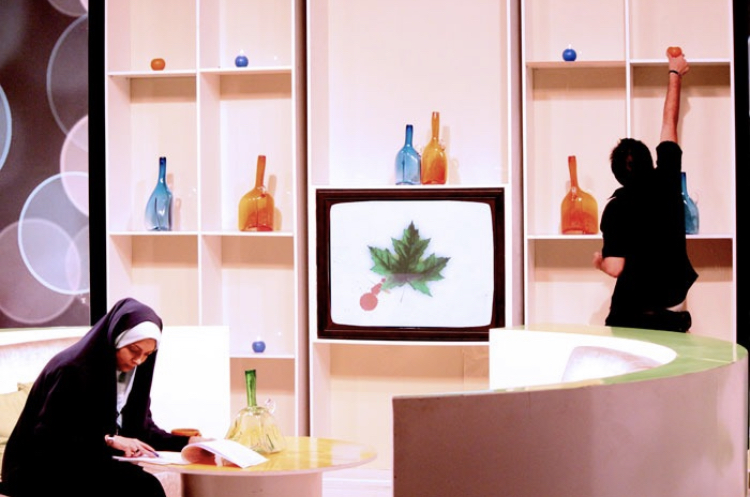
آزاده نامداری در یکی از قسمت‌های برنامه غیرمنتظره با چادر قهوه‌ای‌رنگ ظاهر شد. این امر موجب گردید تا گروه‌هایی وی را به تبرج متهم کنند. نامداری پس از آن همواره از چادر مشکی استفاده می‌کرد.